# بريومانيات
البريوانيات (الاسم العلمي: Bryidae) هي صنف من النباتات تتبع طائفة الحزازيات الحقيقية شعبة النباتات الطحلبية.

## تصنيف
- طبقة البريوايات (الاسم العلمي: Bryanae)
  - رتبة البريويات (الاسم العلمي: Bryales)
  - رتبة السبلكنونيات (الاسم العلمي: Splachnales)
  - رتبة (الاسم العلمي: Orthotrichales)
  - رتبة (الاسم العلمي: Hedwigiales)
  - رتبة (الاسم العلمي: Bartramiales)
  - رتبة (الاسم العلمي: Orthotrichales)
  - رتبة (الاسم العلمي: Rhizogoniales)
- طبقة الهيبنوماوايات (الاسم العلمي: Hypnanae)
  - رتبة الهيبنوميات (الاسم العلمي: Hypnales)
  - رتبة (الاسم العلمي: Hookeriales)
  - رتبة (الاسم العلمي: Hypnodendrales)
  - رتبة (الاسم العلمي: Ptychomniales)